# Counter Intelligence Corps
Das Counter Intelligence Corps (CIC, deutsch Spionageabwehrkorps) war ein Nachrichtendienst der Armee der Vereinigten Staaten von Amerika, der während des Zweiten Weltkrieges als polizeiähnliche Spionage-Abwehrabteilung gegründet wurde. Das CIC ist in personeller und organisatorischer Hinsicht Vorgänger der Defense Intelligence Agency.

## Ursprünge
Die Ursprünge des CIC finden sich im Corps of Intelligence Police (CIP), das 1917 von Ralph van Deman, dem „Vater der amerikanischen Militärspionage“, gegründet wurde. Diese Organisation war innerhalb der USA in der Spionageabwehr tätig. Darüber hinaus war sie während des Ersten Weltkrieges mit den American Expeditionary Forces, dem amerikanischen Expeditionskorps in Europa, verbunden. In ihrer Blütezeit beschäftigte das CIP mehr als 600 Mitarbeiter. Diese Zahl wurde nach Beendigung des Krieges drastisch reduziert und fiel in den 1930er Jahren auf weniger als 20 Offiziere.

## Zweiter Weltkrieg
Unter der Bedrohung des Zweiten Weltkrieges wurde die Zahl der Mitarbeiter des CIP wieder annähernd auf das Niveau des Ersten Weltkrieges aufgestockt. Mit dem Kriegseintritt der Vereinigten Staaten wurde das CIP am 13. Dezember 1941 umstrukturiert und firmierte ab dem 1. Januar 1942 unter dem neuen Namen Counter Intelligence Corps (CIC). Gleichzeitig wurden zusätzliche Planstellen für 543 Offiziere und 4431 Agenten im Range eines Sergeants oder Corporals bewilligt.
Das CIC rekrutierte sein Personal überwiegend aus Kreisen mit juristischem, polizeilichem oder auf andere Weise investigativem beruflichen Hintergrund. Besonders gesucht waren Personen, die über Fremdsprachenkenntnisse verfügten. Um die Feldarbeit seiner Mitarbeiter zu erleichtern, war diesen erlaubt, Zivilkleidung oder Uniformen ohne Rangabzeichen zu tragen. Diese Maßnahme erwies sich als nötig, um Kompetenzstreitigkeiten innerhalb der militärischen Hierarchie zu umgehen, in welche das CIC-Personal ja grundsätzlich eingebunden war. Die Mitarbeiter, von denen die Mehrzahl keinen hohen militärischen Rang bekleidete, bezeichneten sich daher je nach Bedarf als agents oder special agents.
Die Aufgaben des CIC waren vielfältig: Auf dem amerikanischen Festland oblag dem CIC in Zusammenarbeit mit Militärpolizei und dem Federal Bureau of Investigation (FBI) die Sicherheitsüberprüfung von Militärpersonal, im Besonderen dann, wenn dieses Zugang zu sensiblen Informationen besaß. Das CIC war zuständig für die Vereitelung von Sabotageakten und spielte eine bedeutende Rolle bei der geheimdienstlichen Absicherung des Manhattan-Projekts.
Auf den europäischen und pazifischen Kriegsschauplätzen agierte das CIC auf unterschiedlichen Ebenen: Zum einen suchte es taktische Erkenntnisse über die Pläne der Gegenseite mittels der Auswertung abgefangener Dokumente und Funksprüche sowie der Befragung von Kriegsgefangenen und anderer Quellen zu gewinnen. Zum anderen operierte es auf vielfältige Weise hinter den feindlichen Linien, indem es logistische und materielle Hilfestellung für einheimische Widerstandsgruppen bereitstellte oder selbst Sabotageaktionen und Aufklärungsmissionen initiierte. Eine wesentliche Aufgabe des CIC bestand des Weiteren in der Abwehr und Ausschaltung gegnerischer Spionageversuche und Widerstandsgruppen.

## Operationen nach dem Zweiten Weltkrieg
Unmittelbar nach Kriegsende war es Aufgabe des CIC, in den besetzten Ländern nach bedeutenden Mitgliedern des gegnerischen Regimes sowie nach Kriegsverbrechern zu fahnden. Des Weiteren suchte das CIC herausragende Wissenschaftler aus der Militärforschung der ehemaligen Gegner zu rekrutieren und zur Mitarbeit bei den diesbezüglichen Anstrengungen der USA zu gewinnen. Im Besonderen standen hier Atomphysiker, Raketenentwickler, Kryptographen und Flugzeugbauer auf der Wunschliste des amerikanischen Militärs. Auch der Versuch zur Eindämmung des Schwarzmarktes gehörte zu den Obliegenheiten des CIC.
Bald darauf stellte der aufkeimende Kalte Krieg das CIC vor neue Herausforderungen und schon im Jahr 1950 fand es sich nach dem Ausbruch des Korea-Krieges bereits wieder mit einer bewaffneten Auseinandersetzung konfrontiert. Dies führte ein letztes Mal zu einer Ausweitung des organisatorischen Rahmens der Organisation. Im Jahre 1961 kam es dann zu einer Restrukturierung des gesamten amerikanischen Geheimdienstapparates, da die Vielzahl unterschiedlicher Dienste nur allzu oft ein ineffektives Nebeneinander geheimdienstlicher Aktivitäten produzierte. Im Zuge dieser Restrukturierung wurde das CIC mit den entsprechenden Organisationen der Luftwaffe und der Marine zur Defense Intelligence Agency (DIA) verschmolzen.